# Линия «Полесье»
Линия «Полесье» (пол. Odcinek Polesie) — польская оборонительная линия, строившаяся в 1928—1939 годах на территории Западной Украины и Западной Белоруссии для защиты от возможного нападения со стороны Советского Союза.

## Стратегия
Главная идея разработанного польским Генштабом оперативного плана «Восток» («Всхуд») основывалась на использовании рек и болот на территории Полесья, как естественных преград, которые вынуждали бы советские войска к разделению сил и обеспечивали бы польским силам манёвренные действия.
Прогнозировалось, что главные удары советских войск должны наносится на направлениях Барановичи-Белосток, Ровно-Люблин, и Тарнополь-Львов. Небольшие польские силы к северу и югу от Полесья должны были задержать неприятеля. Оборонительная линия «Полесье» должна была удержать и разделить советские войска, а также прикрывать манёвренную группу польских войск, размещённую в районе Бреста.
Поэтому было принято решение об укреплении восточных границ Полесского воеводства долговременными фортификационными сооружениями. Одновременно решено было создать укреплённые районы к северу и югу от Полесья, используя существующие естественные препятствия, а также укрепления германских и австро-венгерский войск, оставшиеся со времен первой мировой войны.

## Краткое описание оборонительной линии «Полесье»

### Расположение
Укрепления оборонительной линии «Полесье» находились в 20-30 километрах западнее существовавшей тогда польско-советской границы.
- участок «Ганцевичи» протяжённостью 120 километров — на территории Лунинецкого повета Полесского воеводства (современная территория Брестской области Республики Беларусь) по линии Выгоновское озеро-Ганцевичи-Денисевичи-Большие Чучевичи-Бостынь;
- участок «Лунинец» протяжённостью 140 километров — на территории Лунинецкого и Столинского поветов Полесского воеводства (современная территория Брестской области Республики Беларусь) по линии Бостынь-Микашевичи-Ольшаны-Рубель-Ольманы-Переброды;
- участок «Сарны» протяжённостью 170 км — на территории Сарненского повета Полесского воеводства (современная территория Ровенской области Республики Украина).

Всего оборонительная линия «Полесье» должна была иметь общую протяжённость 430 километров.

### Фортификационные сооружения
Планировалось построить следующее количество долговременных фортификационных сооружений на участках:
- «Ганцевичи» — 175 объектов;
- «Лунинец» — 127 объектов;
- «Сарны» — 358 объектов.

Всего оборонительная линия «Полесье» должна была включать в себя 660 объектов.
Первоначально планировалось только модернизировать оборонительные сооружения, построенные германскими и австро-венгерскими войсками в первую мировую войну. Строительство их проводилась в условиях непосредственного соприкосновения с русскими войсками, часто под их огнём, поэтому расположение сооружений носило случайный, а их тип — весьма разнообразный характер. Качество выполненных работ тоже оставляло желать лучшего. Проведённая в 1927 году инвентаризация выявила, что эти укрепления были сильно разрушены и разграблены. Восстановлению и дальнейшему использованию подлежали только несколько сотен объектов.
Модернизация этих укреплений была начата в 1931 году. В существующих сооружениях достраивались новые помещения, делались дополнительные амбразуры. Укрытия и наблюдательные пункты переделывались в огневые сооружения и приспосабливались для ведения огня из пулемётов и орудий. Сооружения усиливались железобетоном до достижения толщины стен 125 см и толщины потолка 100 см. Делалась гидроизоляция и маскировка сооружений. Стены без амбразур и входных отверстий обсыпались землёй, перед сооружениями для маскировки высаживались деревья и кустарники.
Ремонт уцелевших сооружений не обеспечивал непрерывной линии оборонительной позиции на участках фронта, где проводились ремонтные работы, поэтому с 1932 года дополнительно строились новые ДОТы. Проектирование каждого ДОТа предваряло определение его местоположения на местности и направления огня. Исходя из этих условий определялось количество амбразур и тип объекта. При этом руководствовались общими нормами оборонительной стойкости и необходимой площади. Железобетонные конструкции могли выдерживать прямые попадания снарядов калибром 155 мм. Работы выполнялись по специальной технологии из высококачественного бетона, набиваемого между густой арматурой. Наибольшую толщину имели элементы наиболее подверженные попаданию: напольные стены и потолок. Во время продолжительного обстрела сооружение могло быть смещено в грунте, что сделало бы его небоеспособным. Поэтому была увеличена толщина фундамента: в малых объектах весом до 60 тонн — 75 сантиметров, в больших — 100 сантиметров. Для устранения угроз разрушения от попаданий фугасных снарядов в песчаную обсыпку стены вокруг сооружения выполнялась укладка камней, которая не позволяла снарядам проникать в грунт непосредственно вблизи стен. Противохимическая защита гарнизона ДОТа обеспечивалась индивидуальными противогазами. Отсос пороховых газов должен был осуществляться ручными вентиляторами. Вход шириной 80 см располагался в наиболее безопасной тыльной стене сооружения. В построенных сооружениях делались деревянные двери, которые впоследствии планировалось заменить на железные. Тонкая стенка расположенная прямо напротив входа должна была защищать гарнизон от поражения осколками. В крышах ДОТов были вмонтированы бронеколпаки, предназначенные для наблюдения.
ДОТы были разных размеров — от небольших, на два-три пулеметных расчёта, до гигантских, рассчитанных на размещение взвода солдат. Например в районе Любаши участка «Сарны» был построен самый большой в истории Польши капонир.
Группа из нескольких рядом расположенных ДОТов называлась «крепостью». Между собой ДОТы «крепости» связывались ходами сообщений и подземными бетонированными коридорами.
Однако работы тормозились недостаточным финансированием. К сентябрю 1939 года на территории участка «Сарны» было построено 188 ДОТов (менее половины от запланированного), на остальных участках были выполнены лишь изыскательские работы. Большинство ДОТов не было закончено, не хватало элементов оборудования, вентиляционных устройств и т. д. Часть объектов разоружили, а их вооружение отправили на западную границу. Фактически укрепления участка «Сарны» были единственными, которые могли как-то использоваться для обороны.

### Вооружение
Всего для вооружения укреплений Линии «Полесье» было предназначено:
- 114 орудий, в том числе 44 в броневых башнях — в основном систем «Бофорс» (калибр 37 мм, образца 1936 года) и «Гочкис» (образца 1885 года) и 70 казематных для ведения флангового огня — использовались российские полевые пушки образца 1902 года и германские полевые пушки образца 1916 года. Орудия планировалось устанавливать на колесные лафеты и в случае необходимости перемещать от одной амбразуры к другой.
- 700 станковых пулемётов — системы «Максим», германских (образца 1908 года) и российских (образца 1910 года) на станках системы Соколова — в количестве двух-трёх на ДОТ. Планировалость также оснастить часть ДОТов новыми польскими крупнокалиберными пулемётами образца 1938 года;
- 430 ручных пулемётов и пистолетов-пулемётов — системы «Браунинг» (образца 1928 года), выпускавшихся Государственной оружейной фабрикой в Варшаве или системы «Томпсон» (образца 1928 года), закупленных в США — по одному или по два на ДОТ;
- 100 миномётов, укрытых в убежищах, и предназначенных для ведения огня с полевых позиций.

### Личный состав
Оборонительная линия «Полесье» была укомплектована подразделениями КОП (Корпуса Охраны Пограничья) — утверждённой в 1924 году структуры для обеспечения безопасности в приграничной полосе от проникновения коммунистических диверсионных групп из Советской России.
К 1939 году был полностью сформирован только полк КОП на участке «Сарны» под командованием кадрового подполковника Никодема Сулика, в который входили следующие подразделения:
- 18-й батальон КОП «Ракитно» (командир - майор  Ян Войцеховский) в составе:

- 1-й роты в Войткевичах;
- 2-й роты в Бяловеже;
- 3-й роты в Остках;
- 4-й роты в Кишорице

- 2-й батальон КОП «Березне» (командир - майор Антоний Журовский) в составе:

- 1-й роты в Боровом;
- 2-й роты в Леваче;
- 3-й роты в Бельчаках;
- резервной роты в Людвиполе

- эскадроны кавалерии в Быстрица и Журно.
- крепостной батальон «Сарны»
- руководство
- резервные части батальона «Малинск»
- рота «Тышица»
- станция почтовых голубей «Сарны».

На участках «Ганцевичи» и «Лунинец» были размещены батальоны КОП.

## Боевые действия против советских войск
17 сентября 1939 года советские войска перешли польскую границу на всём её протяжении. На южном Полесье и Волыни границу перешла Северная армейская группа комдива Советникова, поддержанная 19-м и 20-м пограничными отрядами. К северу от Случи границу перешла 60-я стрелковая дивизия, наступая на Тышицу и Тынне.
На железнодорожных станциях в Сарнах и Немовичах утром 17 сентября 1939 года польские батальоны полка «Сарны», которые ранее планировалось отправить на фронт боевых действий с немцами, были срочно выгружены из эшелонов и возвращены на места прежней дислокации. На следующий день поляки приготовили оборонительные сооружения к бою, протянули линии связи и пополнили боезапас. 19-21 сентября начались бои на главной линии укреплений участка «Сарны».
При штурме укреплений части РККА применяли тактику связывания ДОТов ближним боем. При этом, с целью поддержки действий пехоты и сапёров в непосредственной близости от объектов, ДОТЫ подавлялись огнём артиллерии и танковых пушек. Одновременно проводилось подавление огнём соседних ДОТов. Сапёры подкладывали заряды непосредственно под входы в ДОТы, чтобы дать возможность пехоте прорваться внутрь. В случаях, когда это было невозможно, ДОТы выжигались химическими танками ХТ-26 и ХТ-130, прикрываемых танками Т-26.
Несмотря на численное и техническое превосходство советских войск, а также на недостатки обороны, четыре крепостные роты сектора «Тынне» вступили в бои с 224-м стрелковым полком РККА, а также одновременно с батальоном 76-го стрелкового полка РККА, задержав тем самым продвижение 60-й стрелковой дивизии РККА в отношении остальных частей 5-й Армии на 3 — 5 дней, и сделали этим возможным безопасный отвод главных сил полка «Сарны» КОП и соединение их с войсками группы бригадного генерала Орлика-Рукемана. Части гарнизонов фортификационных сооружений впоследствии удалось выйти из окружения и соединиться с главными польскими силами.

## Дальнейшая судьба укреплений оборонительной линии «Полесье»
Вскоре по окончании боев, в конце сентября и в начале октября 1939 года советскими военными специалистами были проведены тщательные исследования польских укреплений участка «Сарны». Для оценки устойчивости ДОТов проводился их обстрел тяжелой артиллерией. Также проводилось изучение технологии и организации строительства укреплений. С этой целью в 1940 году разыскали и задержали часть польских специалистов, занимавшихся проектированием и строительством укреплений Линии «Полесье». Этими специалистами под руководством и наблюдением советских военных инженеров была спроектирована и построена в районе Полян экспериментальная огневая точка.
В 1940—1941 годах при строительстве фортификационных сооружений Перемышльского и Рава-Русского укрепрайонов «Линии Молотова» были использованы броневые купола, демонтированные с укреплений участка «Сарны».
В 1939—1941 годах большая часть польских ДОТов Линии «Полесье» была взорвана советскими сапёрами.
В 1944 году и позднее уцелевшие сооружения укрепрайона «Сарны», расположенные в районе Великого Хала использовались Украинской Повстанческой Армией (УПА) как «схроны».
После войны часть ДОТов была переделана в бомбоубежища для нужд гражданской обороны.
Некоторое количество польских ДОТов сохранилось и до нынешнего времени в районах «Антоновка», «Моквин» и «Любаша», в секторах «Чудель», «Тынне» и «Тышица», однако все они полностью лишены оборудования.